# Tron: Uprising
Tron: Uprising är en amerikansk animerad TV-serie från 2012. Serien utspelar sig efter Tron och under Tron: Legacy och är regisserad av Charlie Bean.

## Handling
I Tron: Uprising träffar vi Beck, en ung mekaniker som bor i Argon City, en växande storstadsmetropol i ett avlägset hörn av matrisen som nyligen ockuperats av general Tesler, underhuggare till den ökända Clu. Efter att hans bästa vän Bodhi blir hänsynslöst utraderad av Clus armé vill Beck hämnas sin förlorade vän och startar ett korståg mot regimen. Hans uppror fångar matrisens främsta krigare nånsin Trons uppmärksamhet som ser Becks potential och tränar upp honom till sin efterträdare.

## Karaktärer
- Beck (röst av Elijah Wood) - Seriens huvudperson. Beck är ett ungt program som leder en revolution mot Clu. Han tränas av Tron och bekämpar mot general Tesler och Clus onda styrkor.
- Tron (röst av Bruce Boxleitner) - En fallen hjälte som en gång var matrisens främste krigare och beskyddare. Han lever nu i avskildhet efter att ha skadats svårt i en strid med Clu. Han ser Beck som en krigare värdig att återta rollen och bli hans efterträdare.
- Paige (röst av Emmanuelle Chriqui) - Ett ungt program som är ett av general Teslers fältbefäl. Hon är vacker och extremt tuff. Hon är mindre skurkaktig än Tesler. Hon räddades av Tesler efter att ha kommit ifrån sin "matrisfamilj" under en strid. Det resulterade i en djup lojalitet till honom som ibland gör henne blind för hans mörkare sidor. Paige är Becks huvudfiende men de blir, tids nog, kära i varandra och de blir ett par.
- Mara (röst av Mandy Moore) - En av Becks bästa vänner och kollega i Ables garage.
- Zed (röst av Nate Corddry) - En av Becks bästa vänner och kollega i Ables garage.
- General Tesler (röst av Lance Henriksen) - En av Clus generaler. Extremt äregirig och därför väldigt mån om att vara Clu till lags. Hans mål är att krossa Argon City för att ta makten och flytta bort från denna avlägsna sektor av matrisen.
- Pavel (röst av Paul Reubens) - General Teslers högra hand.
- Able (röst av Reginald VelJohnson) - Ägare av garaget där Beck, Mara och Zed jobbar.
- Nätet (röst av Tricia Helfer) - Huvudenheten i Trons universum.
- Clu (Codified Likeness Utility) (röst av Fred Tatasciore) - Seriens huvudskurk. Han blev en gång utsedd av Kevin Flynn till matrisens övervakare, men han tog emellertid kontrollen från Flynn och har gjort sig själv till diktator.
- Dyson (röst av John Glover) - En före detta vän till Tron. Dyson förråder Tron genom att gå över till Clu.
- Keller (röst av Marcia Gay Harden) - Ett kvinnligt vetenskapsprogram anlitad av general Tesler att hjärntvätta Argon Citys invånare så att de avgudar Clu.
- Perl (röst av Kate Mara) - En kvinnlig kriminell gängmedlem. Hon lurar Zed att ta henne till Ables garage där hon stjäl ENCOM 786-ljuscykeln. Hon blir senare arresterad av Paige.